# Christina Curry
Christina Valerie Curry (Livingston, New Jersey, 27 augustus 1990) is een Amerikaans-Nederlands model.

## Loopbaan
Ze is de dochter van radiopresentator Adam Curry en zangeres Patricia Paay, en kleindochter van de bandleider John Paay.
Als jong meisje was Curry te zien in de realityserie van haar ouders: Adam's Family: een kijkje in het leven van de familie Curry. Dit programma werd in 2002 en 2003 op de Nederlandse televisie uitgezonden door SBS6.
Op 12 maart 2006 maakte Curry haar debuut als mannequin in de show van ontwerper Paul Schulten. Op 30 augustus 2009 liep ze nog een keer mee in zijn show. Ze speelde mee in de videoclips Misconstructed Beats van de Engelse band A Stranger in Moscow en eind 2009 poseerde Curry voor het mannenblad FHM. In 2010 heeft Curry in de videoclip Vertrouw je niet meer van Thomas Berge mee gespeeld. In 2013 nam Curry deel aan het televisieprogramma Op zoek naar God van de Evangelische Omroep. Ze verbleef hiervoor een week in het klooster Sint-Paulusabdij in Oosterhout. Datzelfde jaar werd ze samen met Belgisch presentator Jens Geerts het gezicht van de internationale homozender OUTTV. In oktober 2018 was ze te zien in het programma Een goed stel hersens. Curry was een van de deelnemers van het vierde seizoen van het televisieprogramma Het perfecte plaatje. In 2019 speelde ze, samen met haar vriendin, in de videoclip van Better Now van Davina Michelle. In 2021 was ze een van de deelnemers aan De Alleskunner VIPS.
In oktober 2022 nam Curry deel aan De Verraders Halloween. Ze viel hierbij als eerste af. In 2023 was ze te zien als secret singer in het televisieprogramma Secret Duets. In 2024 deed Curry mee aan het televisieprogramma 30 seconds. In 2025 deed Curry mee aan het Nederlandse televisieprogramma Echte Meisjes In De Jungle, hier behaalde ze de finale en werd 2e.

## Privéleven
Curry woonde in Londen en Los Angeles. Ze had een relatie met filmregisseur Dexter Mowatt. Van januari 2013 tot september 2014 had ze een relatie met Raven van Dorst.